# Dar Mazowsza
Dar Mazowsza – drewniana szkuta zbudowana w ramach Roku Rzeki Wisły przez szkutnika ludowego Dominika Wichmana, mgr. inż. technologii drewna Jakuba Jordana i  Sławomira Cyniaka, zwodowana w październiku 2017 w Porcie Czerniakowskim. Budowa łodzi odbywała się na terenie Cypla Czerniakowskiego i trwała pięć miesięcy. Jednostka wyposażona jest w 10-metrowy maszt z żaglem rejowym o powierzchni 42 m². 
Obecnie jest największą drewnianą jednostką pływającą po Wiśle. Bierze udział m.in. w takich wydarzeniach jak Flis Festiwal, czy Festiwal Wisły. Uczestniczy w rejsach badawczych, edukacyjnych i turystycznych realizowanych przez Fundację Rok Rzeki Wisły. Armatorem jednostki jest Muzeum Sportu i Turystyki w Warszawie, a jej budowę sfinansował samorząd województwa mazowieckiego.

## Galeria

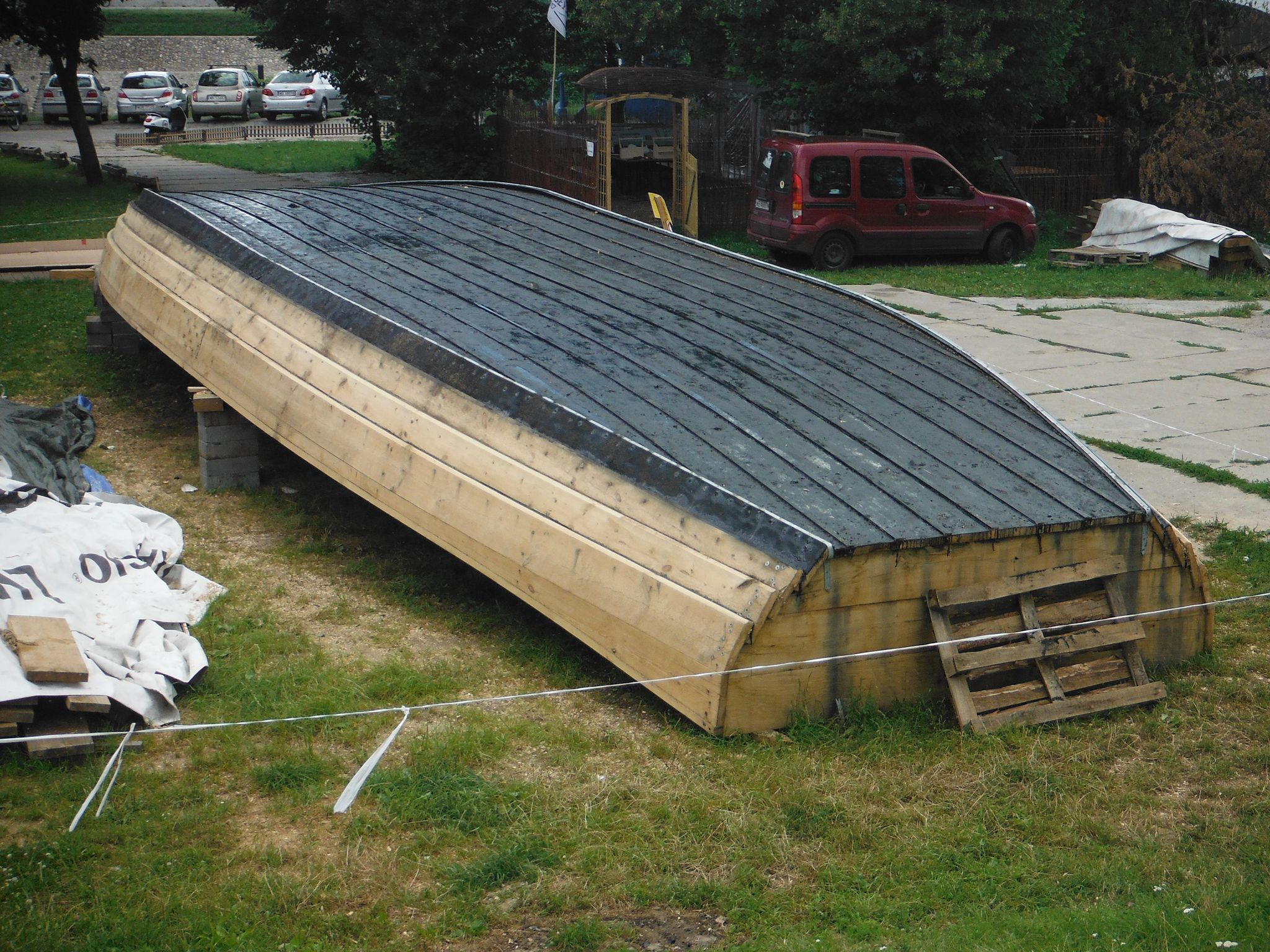
Dar Mazowsza podczas budowy
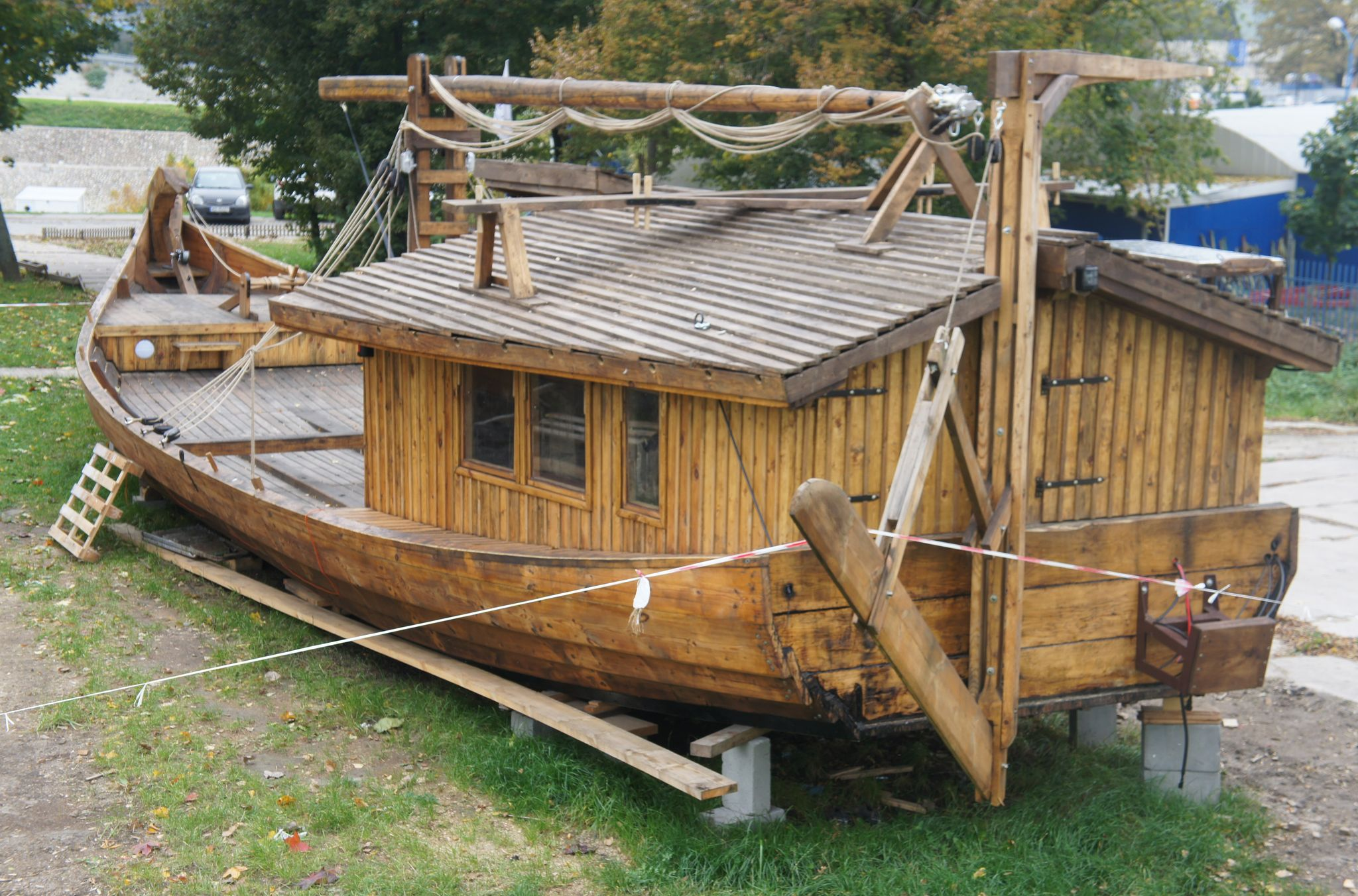
Dar Mazowsza podczas budowy
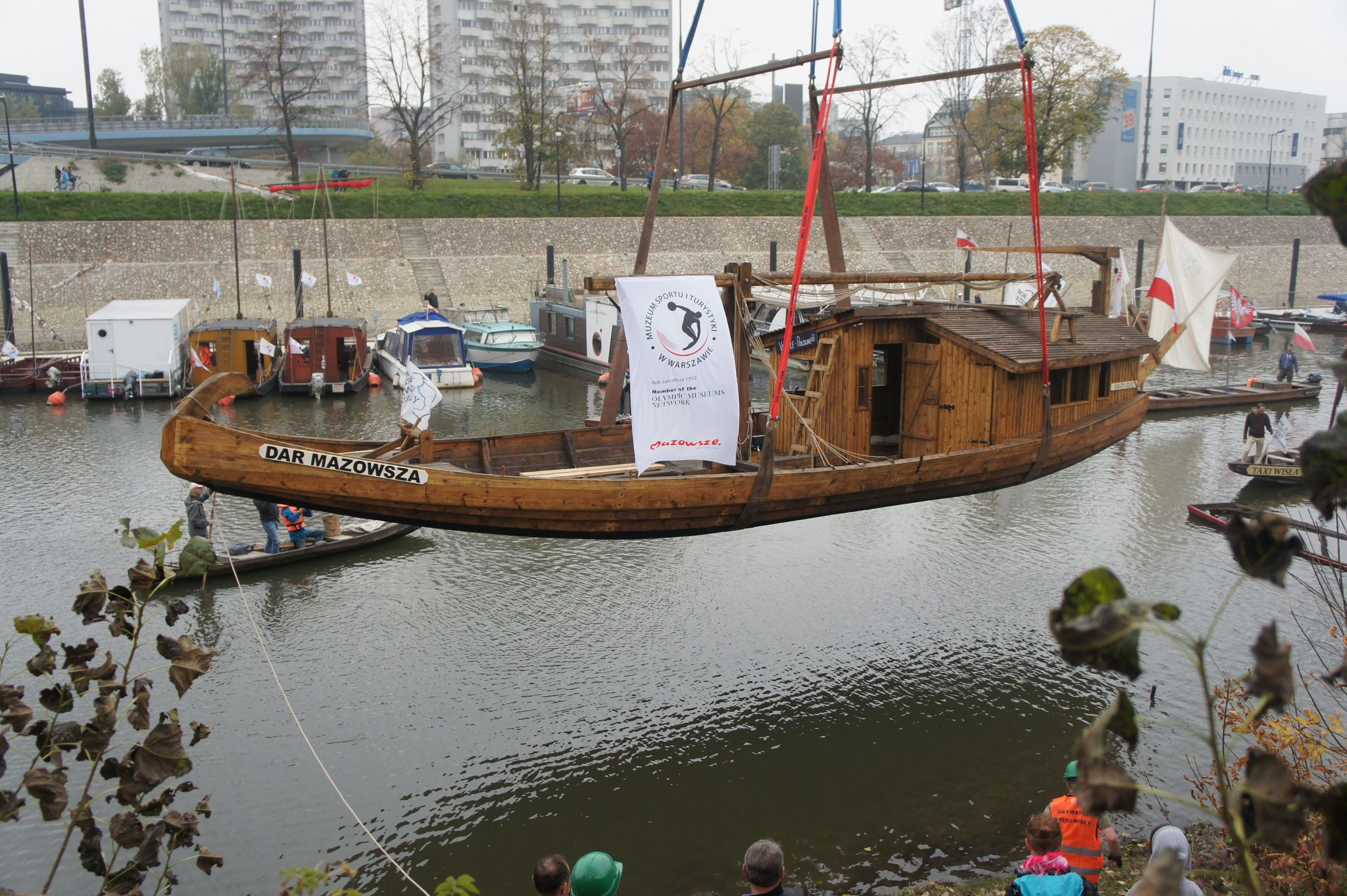
Dar Mazowsza w trakcie wodowania
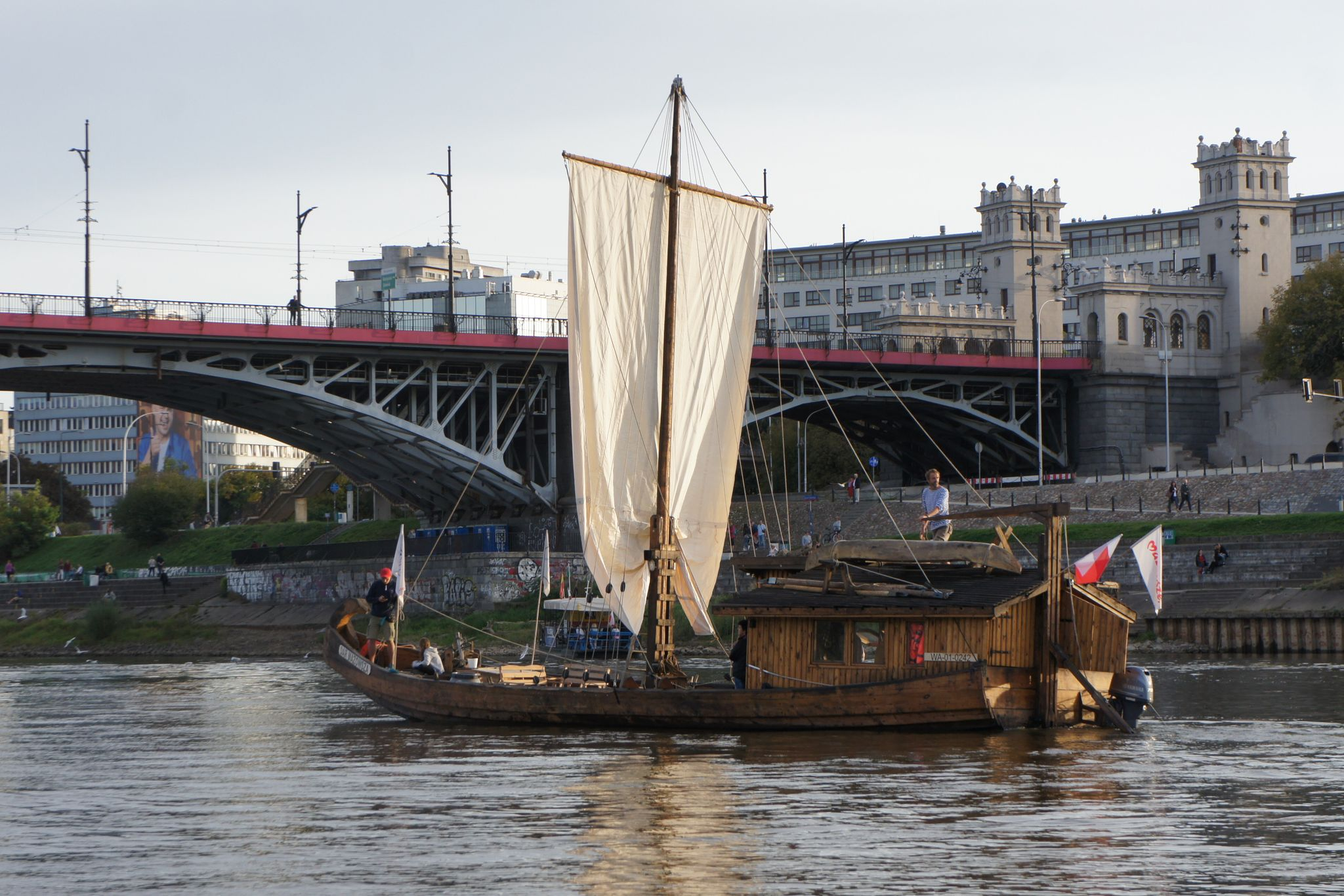
Dar Mazowsza z rozwiniętym żaglem